# Vlajka Spojených států amerických

Vlajka USA
Poměr stran: 10:19

Vlajka Spojených států amerických je jeden ze státních symbolů Spojených států amerických.
Je přezdívaná Stars and Stripes (Hvězdy a pruhy), Old Glory (Stará sláva) nebo Star-Spangled Banner (Hvězdami posetý prapor).

## Popis

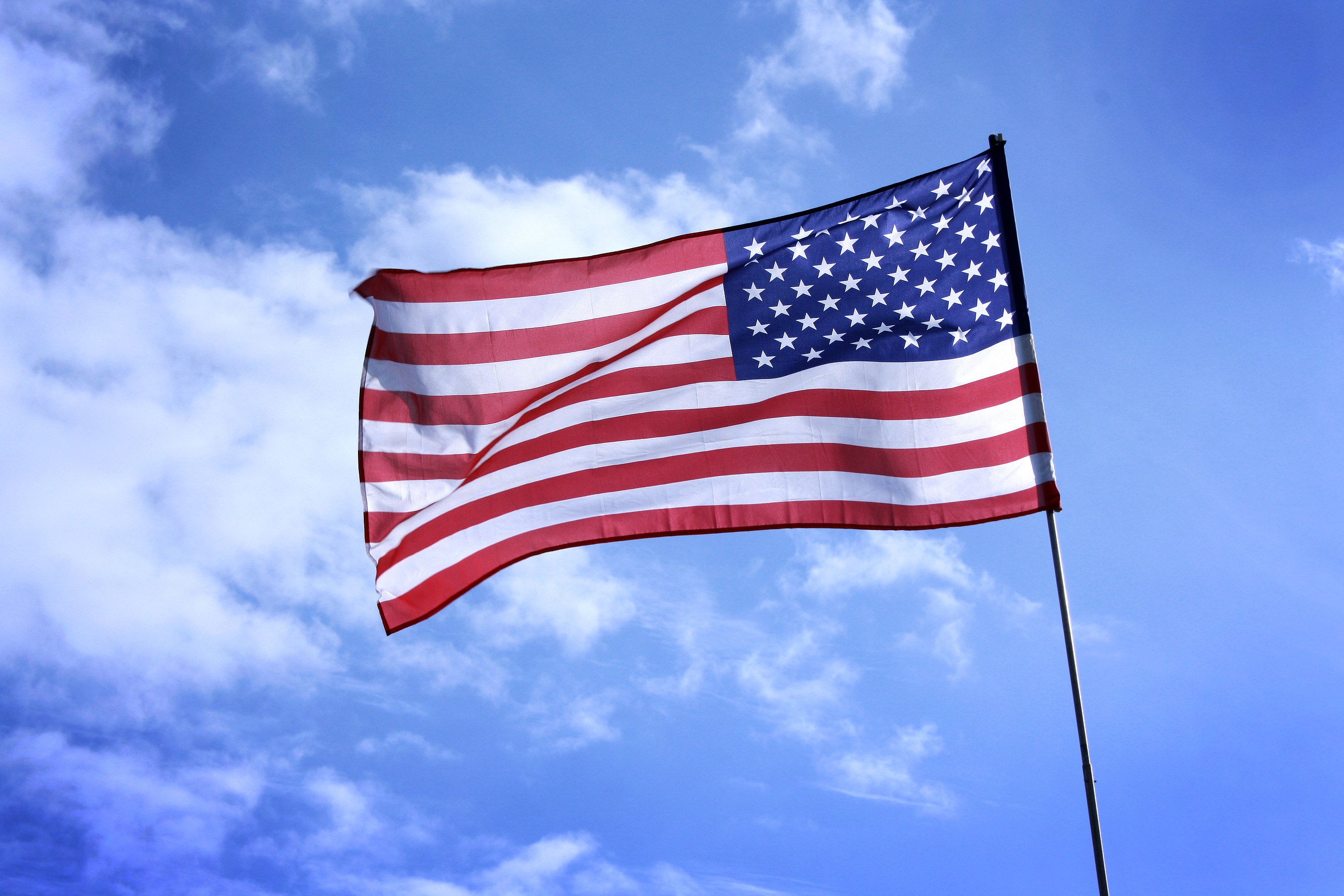

Vlajka má třináct vodorovných pruhů (sedm červených a šest bílých) a modrý kanton (o šířce sedmi pruhů), ve kterém je umístěno padesát bílých pěticípých hvězd v devíti řadách (střídavě po pěti a šesti hvězdách). Pruhy představují třináct původních, zakládajících států Unie, hvězdy současný počet států Unie. Poslední varianta vlajky USA byla přijata dne 4. července 1960 (po přijetí státu Havaj), jedná se již o 28. verzi vlajky Spojených států amerických (na první vlajce byl v jejím kantonu ještě britský Union Jack, později již různý počet hvězd). Vlajka je používána v poměru stran 10:19.

## Historie

První americká vlajka (Grand Union Flag)

První americká vlajka s třinácti pruhy (Grand Union Flag) z roku 1775 se stala národní vlajkou USA již roku 1776, tehdy to ale byla vlajka patřící Britské Východoindické společnosti (Britská Východoindická společnost). V jejím kantonu byl ještě britský Union Jack, který vyjadřoval skutečnost, že povstalci chtěli zůstat loajální k britskému králi. Dne 14. června 1777 rozhodl Kongres USA, že v kantonu budou hvězdy, které společně s pruhy budou symbolizovat počet členů federace. Ovšem po vstupu Vermontu a Kentucky do federace se zvýšil dne 1. května 1795 počet pruhů na patnáct. Hrozilo tak, že vlajka s velkým počtem pruhů bude zvláště na moři špatně rozlišitelná, a navíc byla výroba nových vlajek značně nákladná. Proto Kongres USA přijal roku 1818 zásadu, že počet pruhů se vrátí na třináct, zvyšovat se bude pouze počet hvězd v kantonu a to vždy na státní svátek 4. července (i když se vstup dalších států uskutečnil k jinému datu).
Podle legendy vyložil jednotlivé prvky vlajky sám George Washington tak, že hvězdy jsou sebrané z oblohy, červená barva z Anglie a bílé pruhy představují odloučení od mateřské země. První vlajku údajně ušila švadlena Betsy Rossová.
Současnou vlajku s padesáti hvězdami navrhl tehdy šestnáctiletý student Robert G. Heft z Ohia. Ten ji navrhl v rámci školní práce z dějepisu a vlajku poté dopravil do Washingtonu. Tehdejší americký prezident Dwight D. Eisenhower tuto vlajku vybral z tisíců stejných návrhů, Heft byl totiž jediný, který ji do Washingtonu dopravil osobně.
Vlajka USA se vztyčuje ve všech amerických závislých územích spolu s vlajkou OSN a vlajkou toho daného závislého území.

## Slib věrnosti
Slib věrnosti vlajce Spojených států amerických (anglicky: The Pledge of Allegiance to the flag of the United States of America) je přísahou loajality Američanů ke své zemi. Původní text napsal Francis Bellamy již v roce 1832.

## Vývoj vlajek USA
| Počet hvězd | Počet pruhů | Vlajka | Státy reprezentované novými hvězdami | Datum používání                    | Platnost v letech (měsících) |
| ----------- | ----------- | ------ | --- | ---------------------------------- | ---------------------------- |
| 0           | 13          |        | Žádný | 3. prosinec 1775– 14. červen 1777  | 1 (18 měsíců)                |
| 13          | 13          |        | Třináct původních států (Delaware, Pensylvánie, New Jersey, Georgie, Connecticut, Massachusetts, Maryland, Jižní Karolína, New Hampshire, Virginie, New York, Severní Karolína, Rhode Island) | 14. červen 1777– 1. květen 1795    | 18 (215 měsíců)              |
| 15          | 15          |        | Kentucky, Vermont | 1. květen 1795– 3. červenec 1818   | 23 (278 měsíců)              |
| 20          | 13          |        | Indiana, Louisiana, Mississippi, Ohio, Tennessee | 4. červenec 1818– 3. červenec 1819 | 1 (12 měsíců)                |
| 21          | 13          |        | Illinois | 4. červenec 1819– 3. červenec 1820 | 1 (12 měsíců)                |
| 23          | 13          |        | Alabama, Maine | 4. červenec 1820– 3. červenec 1822 | 2 (24 měsíců)                |
| 24          | 13          |        | Missouri | 4. červenec 1822– 3. červenec 1836 | 14 (168 měsíců)              |
| 25          | 13          |        | Arkansas | 4. červenec 1836– 3. červenec 1837 | 1 (12 měsíců)                |
| 26          | 13          |        | Michigan | 4. červenec 1837– 3. červenec 1845 | 8 (96 měsíců)                |
| 27          | 13          |        | Florida | 4. červenec 1845– 3. červenec 1846 | 1 (12 měsíců)                |
| 28          | 13          |        | Texas | 4. červenec 1846– 3. červenec 1847 | 1 (12 měsíců)                |
| 29          | 13          |        | Iowa | 4. červenec 1847– 3. červenec 1848 | 1 (12 měsíců)                |
| 30          | 13          |        | Wisconsin | 4. červenec 1848– 3. červenec 1851 | 3 (36 měsíců)                |
| 31          | 13          |        | Kalifornie | 4. červenec 1851– 3. červenec 1858 | 7 (84 měsíců)                |
| 32          | 13          |        | Minnesota | 4. červenec 1858– 3. červenec 1859 | 1 (12 měsíců)                |
| 33          | 13          |        | Oregon | 4. červenec 1859– 3. červenec 1861 | 2 (24 měsíců)                |
| 34          | 13          |        | Kansas | 4. červenec 1861– 3. červenec 1863 | 2 (24 měsíců)                |
| 35          | 13          |        | Západní Virginie | 4. červenec 1863– 3. červenec 1865 | 2 (24 měsíců)                |
| 36          | 13          |        | Nevada | 4. červenec 1865– 3. červenec 1867 | 2 (24 měsíců)                |
| 37          | 13          |        | Nebraska | 4. červenec 1867– 3. červenec 1877 | 10 (120 měsíců)              |
| 38          | 13          |        | Colorado | 4. červenec 1877– 3. červenec 1890 | 13 (156 měsíců)              |
| 43          | 13          |        | Idaho, Montana, Jižní Dakota, Severní Dakota, Washington | 4. červenec 1890– 3. červenec 1891 | 1 (12 měsíců)                |
| 44          | 13          |        | Wyoming | 4. červenec 1891– 3. červenec 1896 | 5 (60 měsíců)                |
| 45          | 13          |        | Utah | 4. červenec 1896– 3. červenec 1908 | 12 (144 měsíců)              |
| 46          | 13          |        | Oklahoma | 4. červenec 1908– 3. červenec 1912 | 4 (48 měsíců)                |
| 48          | 13          |        | Arizona, Nové Mexiko | 4. červenec 1912– 3. červenec 1959 | 47 (564 měsíců)              |
| 49          | 13          |        | Aljaška | 4. červenec 1959– 3. červenec 1960 | 1 (12 měsíců)                |
| 50          | 13          |        | Havaj | 4. červenec 1960– dodnes           | 64 let                       |

## Rozměry vlajky
- Výška vlajky: A = 1 (základ rozměrů)
- Délka vlajky: B = 1,9
- Výška kantonu: C = 7/13 ≈ 0,538 (sedm ze třinácti pruhů)
- Délka kantonu: D = 0,76 (40 % délky vlajky)
- E = F = C/10 ≈ 0,0538 (desetina výšky kantonu)
- G = H = D/12 ≈ 0,0633 (dvanáctina délky kantonu)
- Průměr hvězdy: K ≈ 0,0616 (80,104 % výšky pruhu)
- Výška pruhu: L = 1/13 ≈ 0,0769

Poměr stran 10:19 je určen pro státní (federální) vlajky (často označovány jako „G-spec“, tj. pro vládní účely). Veřejnosti jsou k dispozici i (alternativní nebo přijatelné) varianty vlajky s poměrem stran 2:3, 3:5 nebo 5:8.

## Prezidentská vlajka

Vlajka prezidenta USA Poměr stran: 2:3

## Podobné vlajky
Vlajka Spojených států amerických s hvězdami a pruhy byla také vzorem pro vlajky Chile, Kuby, Libérie, Malajsie, Portorika,
Toga,
Uruguaye, pro vlajky závislých území nebo pro historické vlajky.

Chilská vlajka
Kubánská vlajka
Liberijská vlajka
Malajská vlajka
Portorická vlajka
Tožská vlajka
Uruguayská vlajka
Abchazská vlajka
Vlajka atolu Bikini
Texaská vlajka
Vlajka Spojených států brazilských (15.–19. listopadu 1889)
Dočasná floridská vlajka (1861)
Salvadorská vlajka (1865)

## Galerie

Vertikální zavěšení vlajky USA
Způsob skládání vlajky USA
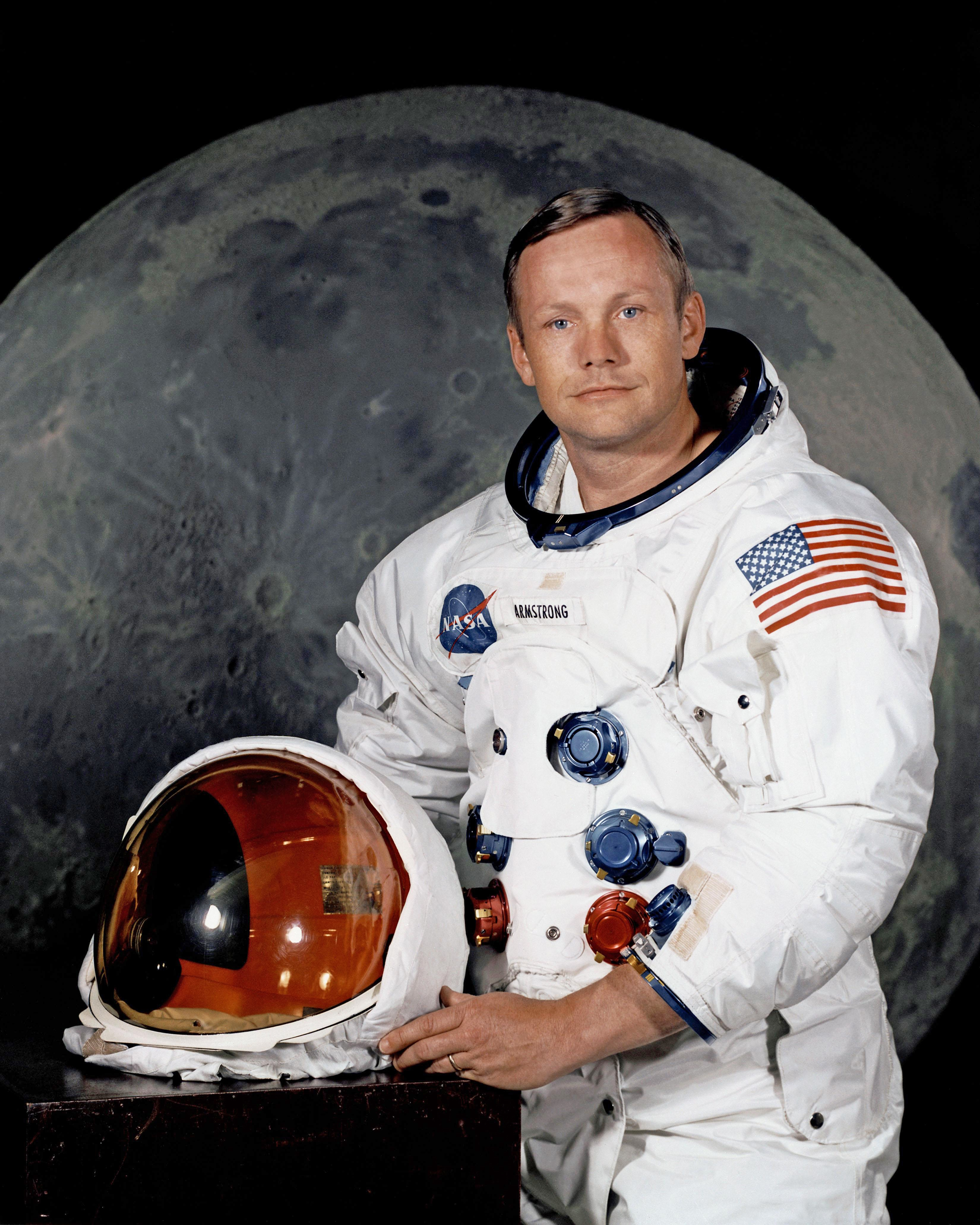
Vlajka USA na skafandru astronauta Neila Armstronga
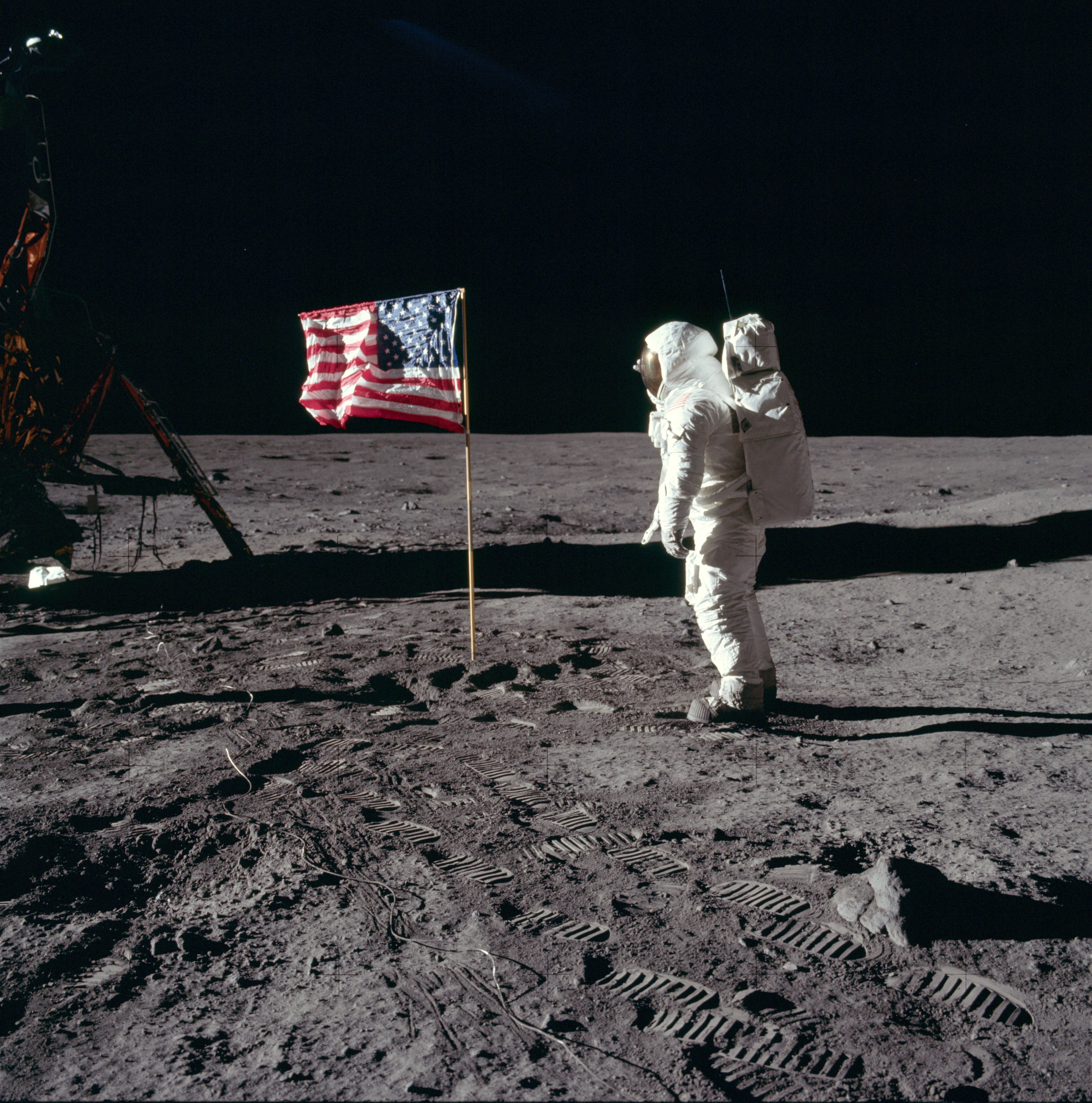
Astronaut Buzz Aldrin na Měsíci
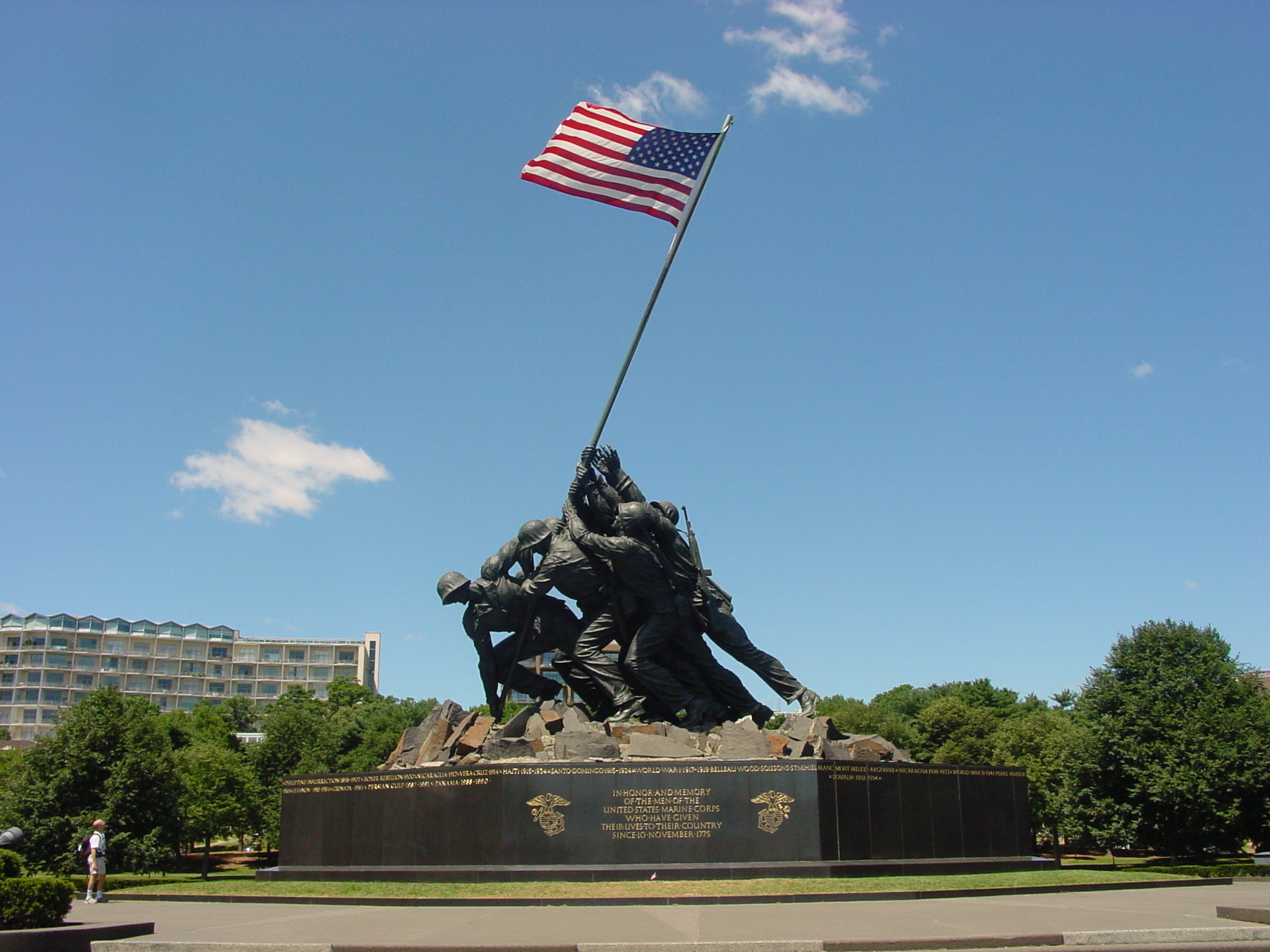
Památník padlých na Iwodžimě, Arlingtonský národní hřbitov, Virginie